# 15499 Клойд
15499 Клойд (15499 Cloyd) — астероїд головного поясу, відкритий 19 березня 1999 року.
Тіссеранів параметр щодо Юпітера — 3,219.